# Hermetschwil-Staffeln
Hermetschwil-Staffeln is een voormalige gemeente in het Zwitserse kanton Aargau en maakte deel uit van het district Bremgarten.
Hermetschwil-Staffeln telde 1.128 inwoners in 2013.

## Geschiedenis
Op 1 januari 2014 ging de gemeente Hermetschwil-Staffeln op in de gemeente Bremgarten.